# Christmas Time (Bryan Adams)
Christmas Time è una canzone natalizia incisa nel 1985 dal cantante canadese Bryan Adams e pubblicata come singolo in 7" su etichetta A&M Records. Autori del brano sono lo stesso Bryan Adams e Jim Vallance.
Il disco, prodotto dallo stesso Bryan Adams e da Bob Clearmountain, raggiunse il secondo posto delle classifiche in Norvegia.

## Descrizione
Bryan Adams ha scritto la canzone con il suo partner di lunga data Jim Vallance nella casa di Bryan Adams a Vancouver, secondo la sua stessa dichiarazione davanti al camino. Inteso come regalo di Natale per i suoi fan, il singolo inizialmente doveva essere pubblicato solo per il suo fan club, ma in seguito fu pubblicato sul normale mercato discografico e raggiunse le classifiche nel Regno Unito e in Germania. Musicalmente, è una tipica ballata rock del musicista.
Adams ha pubblicato un video per la canzone su YouTube. Oltre trent'anni dopo la sua prima registrazione, la canzone riceve ancora una significativa trasmissione radiofonica ogni anno durante il periodo natalizio. Ha un posto di rilievo nella commedia d'azione del 2022 Violent Night.
Il lato B è "Reggae Christmas", scritto da Jim Vallance nel 1978 dopo un incontro casuale con Ringo Starr. Sebbene Starr non la registrò mai, Adams continuò a realizzare la sua versione nel 1984, aggiungendo una nuova sezione di bridge. Fu pubblicato per la prima volta come singolo riservato ai fanclub su vinile colorato nel dicembre 1984, con un messaggio di Natale di Adams e della sua band sul lato B (intitolato "Plum Pudding"). Successivamente "Reggae Christmas" divenne il lato B di tutte le edizioni di "Christmas Time", dal 1985 in poi. C'era un video dal vivo realizzato da MTV per il suo "Reggae Christmas", con la partecipazione di Pee-wee Herman.

## Significato del brano
(Christmas Time (1985))
Il testo parla del Natale come giorno di buoni sentimenti e propositi, della pace, della libertà e dell'antirazzismo in tutto il mondo, che però dovrebbero essere tali anche negli altri giorni dell'anno.

## Nella cultura di massa
Nel 2001 Adams ha eseguito la canzone per Papa Giovanni Paolo II nella Città del Vaticano. Lo spettacolo è incluso in un DVD, pubblicato nel 2002, intitolato "A Musical Christmas From The Vatican".

## Album
La canzone, insieme al lato B "Reggae Christmas", appare nell'EP di Bryan Adams del 2019 Christmas.
- The Christmas Hit Collection (Arcade, 1989)
- The Best Of Rock Christmas (Polystar, 1995)
- A Musical Christmas From The Vatican / DVD (2002)
- The Very Best Of Rock Christmas (Polystar, 2005)
- A Canadian Christmas (2005)
- Christmas #1 Hits (2006)
- Now Christmas 3 (Wrner Music Canada, 2008)
- On Christmas Night (2016)

## Tracce
7"
1. Christmas Time – 4:05 (Bryan Adams - Jim Vallance)
2. Reggae Christmas – 2:46 (Jim Vallance - Bryan Adams)

## Formazione
- Bryan Adams – chitarra acustica, voce
- Jim Vallance – basso, tastiere, percussioni, cori
- Keith Scott  – chitarra solista
- Mickey Curry – batteria

### Classifiche
| Classifica 1985-1986       | Posizione massima |
| -------------------------- | ----------------- |
| Australia                  | 64                |
| Canada Top Singles         | 39                |
| Germania                   | 67                |
| Irlanda                    | 26                |
| Norvegia                   | 2                 |
| Paesi Bassi                | 33                |
| Regno Unito                | 55                |
| Svezia                     | 19                |
| Svizzera                   | 18                |
| Stati Uniti                | 31                |
| Classifica (2009)          | Posizione massima |
| Svezia                     | 50                |
| Svizzera                   | 91                |
| Classifica (2016-2024)     | Posizione massima |
| Austria                    | 17                |
| Canada Digital Song Sales  | 43                |
| Estonia Airplay            | 28                |
| Germania                   | 14                |
| Polonia                    | 18                |
| Polonia (streaming)        | 94                |
| Slovacchia (Rádio Top 100) | 31                |
| Stati Uniti (global 200)   | 168               |

## Cover
Tra gli artisti che hanno inciso una cover del brano, figurano (in ordine alfabetico):
- Gil (traccia del singolo Talk to You del 1998[25])
- Nádine (nelle compilation Winter Wonderland[26] e Christmas in South Africa del 2012[27])
- Wirtz (2015[28])